# Edgar av England
Edgar (också kallad Eadgar den fredlige), född cirka 7 augusti 943, död 8 juli 975 var kung av England från 1 oktober 959 till sin död.

## Biografi
Edgar föddes som den yngre av Edmund I av England och Elgiva av Shaftesburys två söner.
Han fick smeknamnet "den fredlige", men han var en starkare kung än sin äldre bror Edwy, från vilken han erövrade rikena Northumbria och Mercia 958. Edgar utropades som kung norr om Themsen av en konklav av adelsmän från Mercia, men efterträdde officiellt Edwy först vid dennes död i oktober 959.
Vid sitt trontillträde återkallade han omedelbart Dunstan från exilen och gjorde honom först till biskop av Worcester, sedan London och slutligen ärkebiskop av Canterbury. Det påstås att Dunstan först vägrade att kröna Edgar på grund av att han ogillade dennes leverne då Edgar sägs ha haft en älskarinna vid namn Wulfthryth, en nunna vid Wilton som födde hans dotter Eadgyth 961. Trots detta blev Dunstan Edgars rådgivare genom hela hans regeringstid.
Med älskarinnan Ethelfled, också kallad Eneda, hade Edgar sonen Edvard, som efterträdde honom, och med sin hustru Elfrida hade han sonen Ethelred, som även han blev kung av England.